# Karin Roßley
Karin Roßley z domu Regel, obecnie Pessier (ur. 5 kwietnia 1957 w Chociebużu) – niemiecka lekkoatletka, płotkarka, dwukrotna rekordzistka świata. W czasie swojej kariery reprezentowała Niemiecką Republikę Demokratyczną.

## Kariera sportowa
Specjalizowała się w biegu na 400 metrów przez płotki. Zwyciężyła w tej konkurencji w finale pucharu Europy w 1977 w Helsinkach. Ustanowiła wówczas rekord świata czasem 55,63 s.
Zdobyła brązowy medal w biegu na 400 metrów przez płotki na mistrzostwach Europy w 1978 w Pradze, ulegając jedynie Tatjanie Zielencowej ze Związku Radzieckiego (która ustanowiła w finale rekord świata wynikiem 54,89 s) i Silvii Hollmann z Republiki Federalnej Niemiec. Zajęła 2. miejsce na tym dystansie w finale pucharu Europy w 1979 w Turynie.
18 maja 1980 w Jenie ponownie ustanowiła rekord świata w biegu na 400 metrów przez płotki rezultatem 54,28 s. Został on poprawiony dopiero w 1983 przez Anę Ambrazienė ze Związku Radzieckiego.
Roßley była mistrzynią NRD w biegu na 400 metrów przez płotki w 1977 i wicemistrzynią na tym dystansie w 1978. W hali była wicemistrzynią w biegu na 400 metrów w 1978.
Pięciokrotnie poprawiała rekord NRD w biegu na 400 metrów przez płotki do wspomnianego rezultatu 54,28 s, uzyskanego 18 maja 1980 w Jenie.